# メナモミ属
メナモミ属（めなもみぞく、学名：Sigesbeckia）はキク科の属の1つ。

## 特徴
植物体全体に腺毛がある一年草または多年草。葉は卵型で、縁に鋸歯があり、茎に対生する。頭花は小さく、茎先に円錐花序に多数つく。頭花の縁につく舌状花、中央につく筒状花とも黄色。総苞片は5個で開出し、上部に粘液を出す腺が多数つく。痩果は4角棍棒状で冠毛はなく、総苞片とともに動物に付着し脱落する。

## 日本の種
- ツクシメナモミ Sigesbeckia orientalis L.
- メナモミ Sigesbeckia pubescens (Makino) Makino
- コメナモミ Sigesbeckia glabrescens (Makino) Makino

## ギャラリー
- ツクシメナモミ
- メナモミ
- Sigesbeckia serrata